# Sredozemska Slovenija
Sredozemska Slovenija je ena izmed pokrajin po Gamsovi pokrajinsko-ekološki členitvi Slovenije, ki zajema jugozahodni del Slovenije.

## Kamnine
Sredozemska Slovenija je skoraj v celoti iz krednih in paleogenskih apnencev in fliša, tako da v tem delu Slovenije prevladuje kras.

## Delitev
Glede na značilnosti se Sredozemska Slovenija nadalje deli na:
- Kambreško hribovje, dolina ob srednji Soči
- Goriško polje
- Vipavska dolina
- Vipavska brda
- Kras
- Brkini
- Ilirskobistriška kotlina
- Podgrajsko podolje
- Čičarija
- Podgorski kras
- Kraški rob
- Koprsko primorje

## Gospodarstvo
Gospodarstvo: 
-Tovarne...